# Voo National Airlines 102
O voo National Airlines 102 foi um voo de carga operado pela National Airlines entre a base militar britânica Camp Bastion no Afeganistão e o aeroporto Al Maktoum em Dubai, com uma parada para reabastecimento no aeródromo de Bagram no Afeganistão. Em 29 de abril de 2013, um Boeing 747-400 que operava o voo colidiu com o solo momentos após decolar de Bagram, matando as sete pessoas que viajavam a bordo.

## Avião
O avião envolvido foi um Boeing 747-428BCF, prefixo N949CA, número de série 25630. Foi fabricado em 1993 como um avião de passageiros e mais tarde convertido para seu serviço como cargueiro. No momento do acidente, o avião voava através do Comando de Mobilidade Aérea da USAF.

## Acidente
No momento do acidente, a empresa estava operando entre Camp Bastion e Dubai, por um mês. A companhia aérea afirmou que o acidente se havia originado em Camp Bastion, e, posteriormente, reabasteceu em Bagram. O avião havia decolado da pista 03 de Bagram, às 15:30 horas locais (11:00 UTC) e estava ultrapassando os 1 200 ft (366 m) quando seu nariz subiu rapidamente. De acordo com uma informação não confirmada, foi ouvido um membro da tripulação via rádio VHF reportando que parte da carga de cinco veículos militares pesados da cabine de carga haviam se soltado; o avião, então perdeu a sustentação e caiu. No lugar do sinistro, estava ultrapassada a faixa 03, dentro do perímetro da base aérea. Os sete tripulantes, todos estadunidenses, morreram: quatro pilotos, dois mecânicos e um gestor de carga.
Uma tempestade estava tendo lugar em Bagram, no momento do acidente e a direção do vento havia mudado a 120° durante o período de uma hora, que começou aproximadamente 35 minutos antes do acidente. Uma câmera de vídeo em um carro que se encontrava nas proximidades do final da pista gravou o acidente; o vídeo está disponível on-line. A CNN afirmou que um oficial do governo, a partir de sua condição de anonimato, disse que o vídeo era verdadeiro.

## Investigação
As investigações sobre o acidente foram conduzidas pela agência estadunidense NTSB e a Afghanistan Civil Aviation Authority. O NTSB informou em comunicado à imprensa em 30 de abril de 2013 que representantes da FAA e da Boeing também contribuiriam com a investigação no fornecimento de dados e conhecimento técnico.
Em 2 de junho de 2013, investigadores do Ministério dos Transportes e Aviação Civil do Afeganistão confirmaram a hipótese de deslocamento de carga como ponto de partida: a carga de cinco veículos blindados e dois veículos mineiros, totalizando 80 toneladas, não havia sido bem fixada. Pelo menos um veículo se soltou e rolou para trás, colidindo com a antepara traseira do avião, danifinando-o. Com os dados, os principais sistemas hidráulicos tornaram-se inoperantes, danificando severamente os componentes do estabilizador horizontal, o que tornou o avião incontrolável.
Sem comandos, a tripulação ficou impossibilitada de retomar o controle da aeronave, que inclinou o nariz, aumentando o ângulo de ataque e entrando em estol, culminando em colisão com o terreno.O NTSB determinou que a causa provável deste acidente foram "procedimentos inadequados da National Airlines para acomodar cargas especiais, o que resultou na acomodação indevida por parte do gestor de carga." Uma das principais recomendações foi exigir treinamento para todos os gestores de carga da companhia.

## Reações
O acidente interrompeu a retirada da Força de Defesa da Nova Zelândia (NZDF) do Afeganistão, uma vez que estava a poucas horas de receber a chegada de outro avião da National Airlines que transportasse seus equipamentos fora do Afeganistão. Após o acidente, a NZDF adiou por tempo indeterminado o contrato com a National Airlines para suas necessidades de transporte.